# Pacífico Encina Romero
Pacífico Encina Romero (Loncomilla, 1846 - 23 de junio de 1900) fue un abogado y político nacional chileno.

## Datos biográficos
Hijo de Francisco Encina Echeverría y Javiera Romero. Contrajo matrimonio con Justina Armanet Vergara. Padre del historiador Francisco Antonio Encina.
Desde su juventud sufrió una grave afección estomacal, por lo que debió abandonar sus estudios de abogado en la Universidad de Chile, dedicándose a los negocios familiares. Se caracterizó por ser una persona afable y bondadosa.
Residió en Argentina por largos años. De regreso a Chile, fue miembro del Partido Nacional, teniendo además una participación activa en la Revolución de 1891, donde fue gravemente herido.
Elegido diputado por Linares, Parral y Loncomilla (1891-1894). Integró la comisión permanente de Elecciones.
Retirado ya de la política, falleció en su fundo El Trapiche en 1900.